# Rivière Marrias (rivière Louvicourt)
Pour les articles homonymes, voir Marrias.
Ne doit pas être confondu avec Rivière Marrias (rivière des Outaouais).
La rivière Marrias est un affluent de la rive nord du lac Trivio dans le territoire de Val d'Or, dans la municipalité régionale de comté (MRC) de La Vallée-de-l'Or, dans la région administrative de l'Abitibi-Témiscamingue, au Québec, au Canada.

## Géographie
La rivière Marrias prend sa source dans une zone de marais. Cette source est située au sud-est de l'embouchure du lac Villebon lequel est traversé par la rivière Louvicourt, au sud de l'ancienne gare de Colombière du chemin de fer du Canadien National au sud-est de la confluence de la rivière Louvicourt avec le lac Tiblemont au sud-est du centre-ville de Val d'Or et au sud-est de la confluence de la rivière Marrias avec le lac Trivio.
Les principaux bassins versants voisins de la rivière Marrias sont :
- côté nord : lac Tiblemont, rivière Pascalis ;
- côté est : rivière Louvicourt, lac Endormi, lac Villebon, rivière Marquis, lac Guéguen ;
- côté sud : ruisseau Vaillancourt, rivière des Outaouais ;
- côté ouest : rivière Sabourin, lac Sabourin, rivière Bourlamaque.

À partir de sa source, la rivière Marrias coule sur environ 33 km selon les segments suivants :
- vers le nord-est, puis le nord, traversant des zones de marais, jusqu'à la décharge (venant de l'ouest) du lac Ben ;
- vers le nord-est, traversant une zone de marais, jusqu'à la décharge du lac Bayeul venant de l'ouest ;
- en serpentant vers le nord-est et passant près de zones de marais, jusqu'à un ruisseau venant du sud ;
- vers le nord en serpentant jusqu'à la confluence de la rivière[2].

La rivière Marrias se décharge sur la rive nord du lac Trivio (altitude : 313 m).
Cette confluence de la rivière Marrias avec le lac Trivio est située au sud-est de la confluence de la rivière Louvicourt avec le lac Tiblemont, au sud-est de la route 117, au sud-est du centre du village de Louvicourt, au nord-est du centre-ville de Val d'Or et au sud du centre-ville de Senneterre.

## Toponymie
La toponymie québécoise comporte deux rivières désignées « Marrias ». Elles coulent à proximité l'une de l'autre, soit chaque côté de la ligne de séparation des eaux entre le bassin hydrographique de la Baie James et celui de la rivière des Outaouais.  La seconde rivière, soit la rivière Marrias traverse le canton de Marrias dont la désignation évoque l'œuvre de vie du lieutenant de marine, le sieur Marrias, qui a servi dans l'armée de Montcalm pendant la guerre de Sept Ans. Il est raisonnable de croire que les noms des deux cours d'eau évoquent le même personnage.
Le toponyme « rivière Marrias » a été officialisé le 5 décembre 1968 à la Commission de toponymie du Québec.